# Fomei

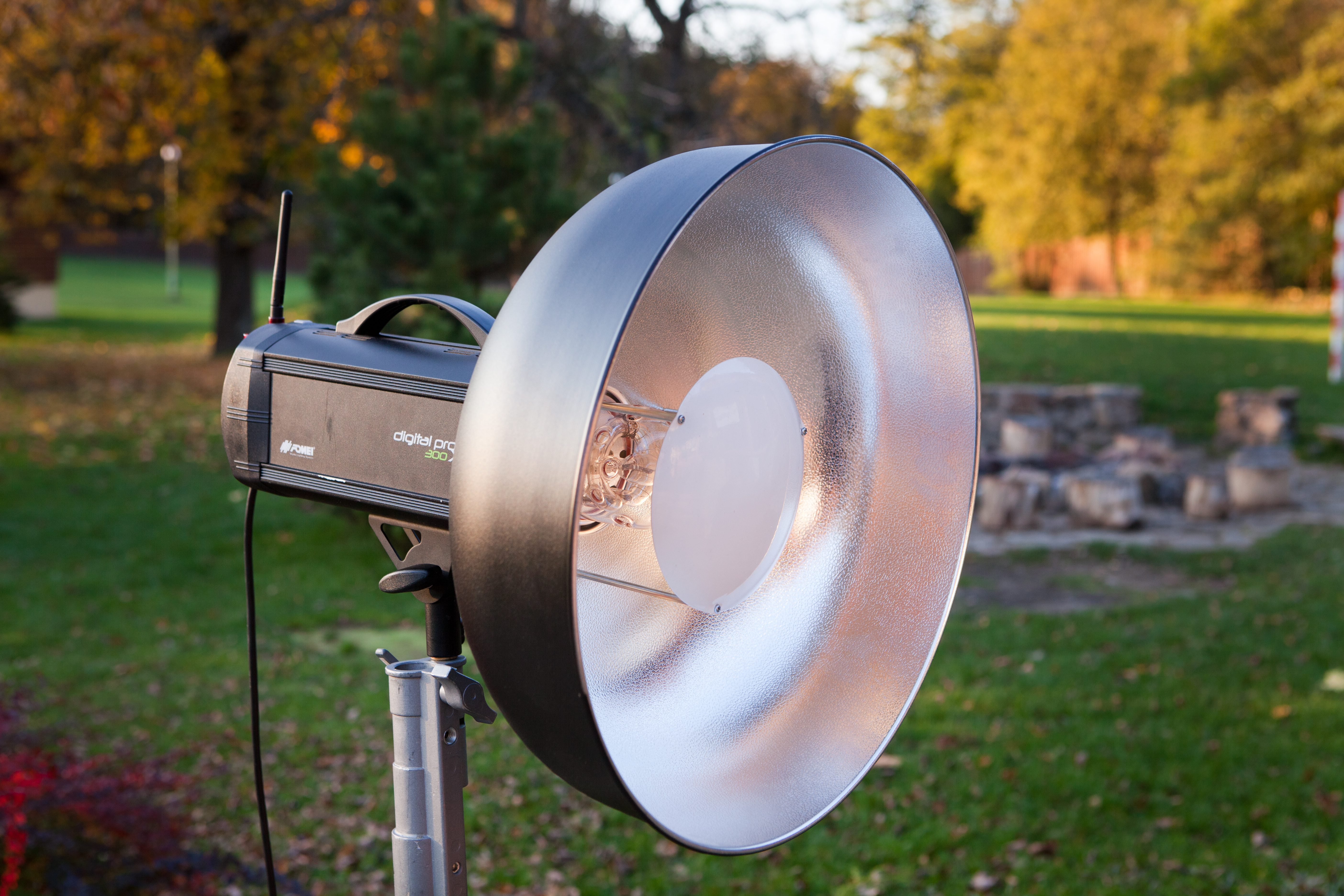
Beauty dish Fomei na stojanu

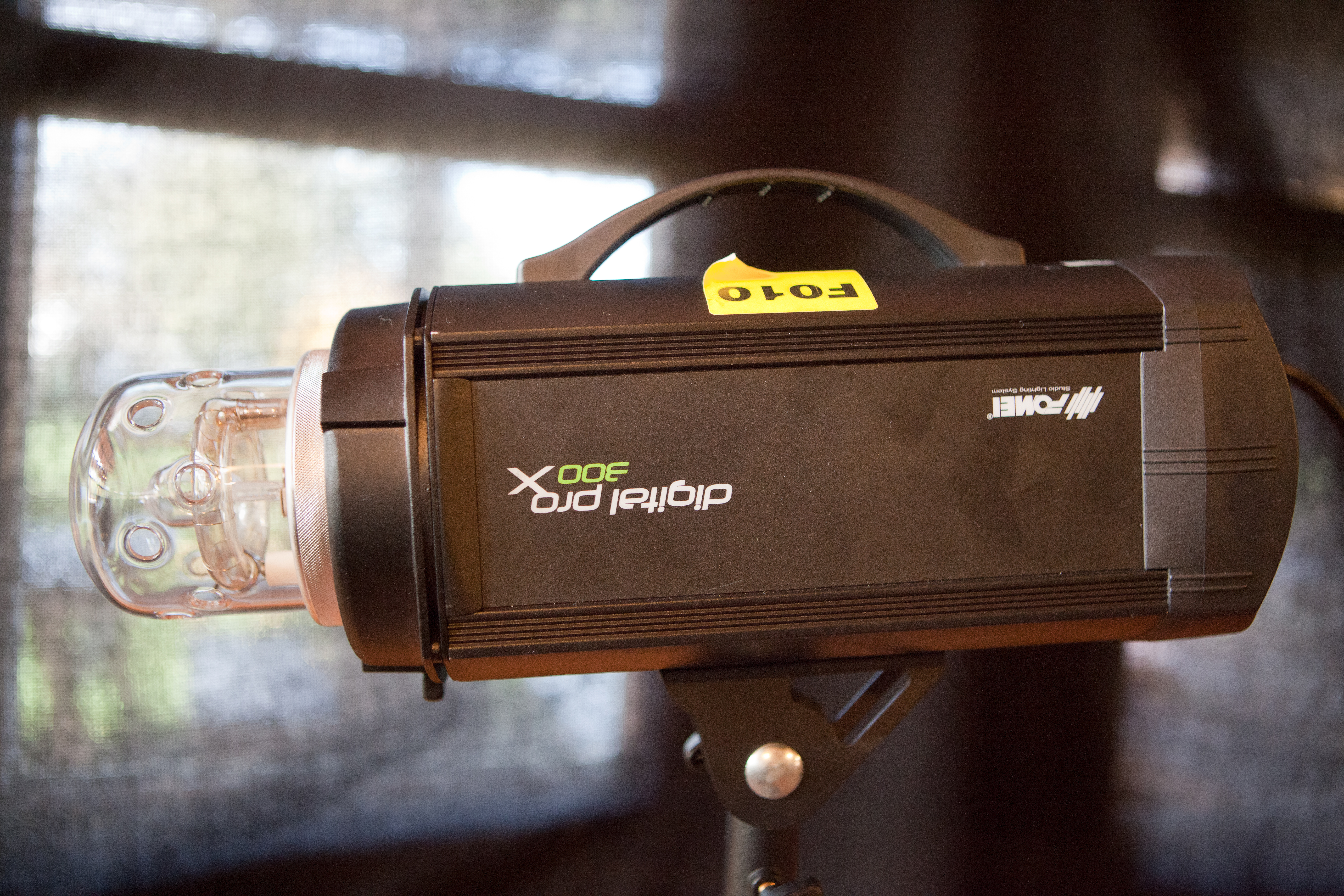
Záblesková hlava Fomei Digital PRO 300X

FOMEI je česká firma se sídlem ve Praze, která se zabývá výrobou zařízení, materiálů a příslušenství pro záznam, zpracování a archivaci obrazu. Centrála logistiky a výroby je v Hradci Králové, dceřiné společnosti má v Polsku a na Slovensku. Firma byla založena 1990 Ing. Josefem Dostálem, jenž byl majitelem společnosti do své smrti.

## Historie
Společnost byla založena v roce 1990 jako družstvo. Postupně se transformovala na společnost s ručením omezeným a v roce 1996 na akciovou společnost. V roce 1991 uvedla na trh kompaktní fotoaparáty a vyvolávací automaty na rtg filmy. V roce 1999 začala vyrábět rtg filmy, fotografické papíry a materiály pro inkoustový fotografický tisk. Kromě toho vyrábí také příslušenství pro fotografické ateliéry. V roce 2009 zaměstnávala 70 zaměstnanců.

## Divize
Z hlediska organizace se firma dělí do tří divizí: fotografické, radiodiagnostické a golfové:
Divize foto se stará o fotografické a optické vybavení, nabízí řešení pro stavbu fotoateliérů a materiály a zařízení pro výrobu fotografie. Materiály pro inkjetový fototisk se vyrábí v Hradci Králové. Divize foto každoročně pořádá výstavu pro veřejnost v oblasti fotografie Fomeitop.
Divize radiodiagnostika nabízí přístroje, materiály a příslušenství pro medicinální rtg diagnostiku.
Divize golf nabízí golfové hole vlastní výroby, indoorové golfové simulátory a kompletní golfové vybavení.

## Galerie

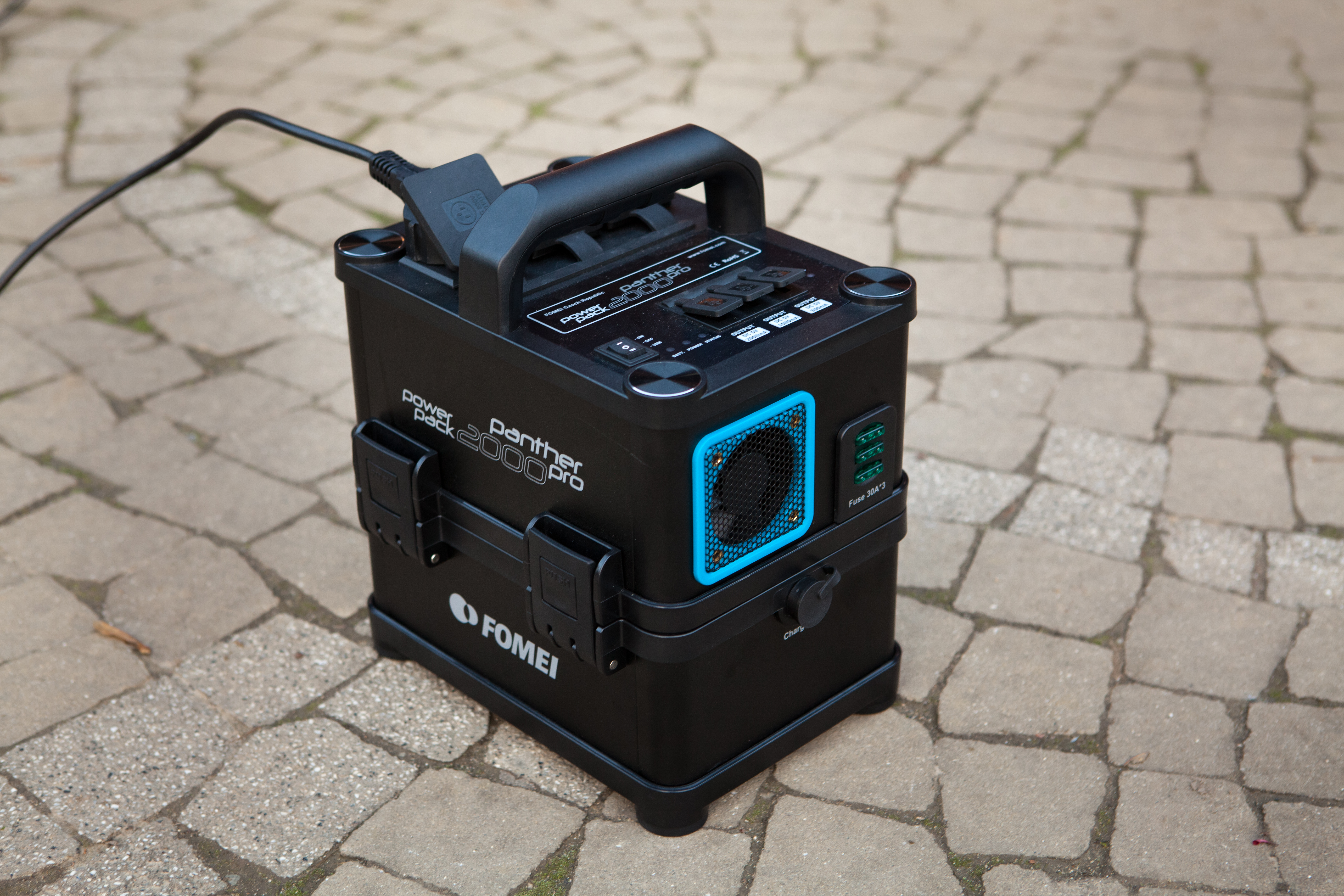
Bateriový generátor
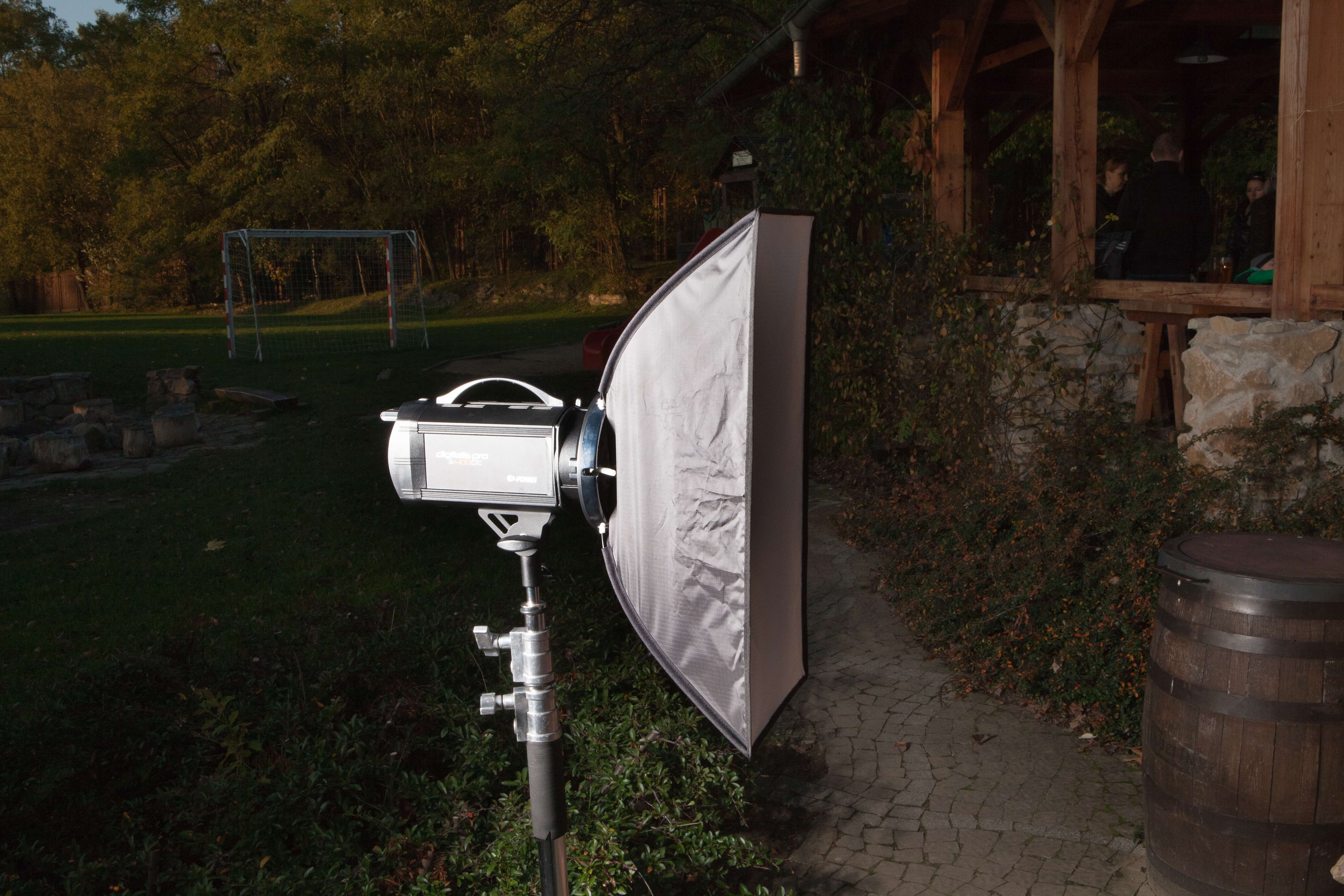
Malý softbox
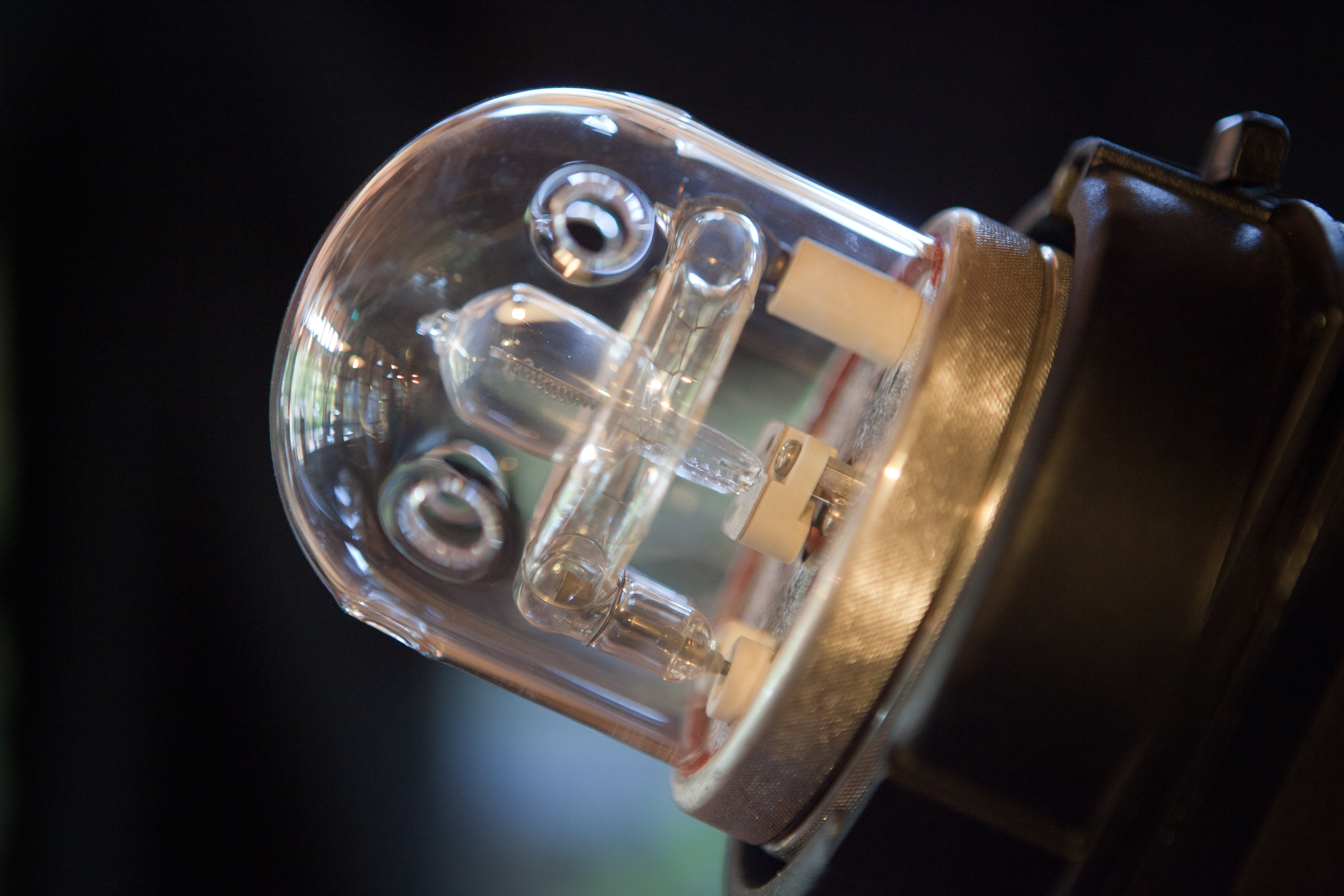
Detail pilotní žárovky a zábleskové žárovky, které chrání skleněná baňka s větracími otvory
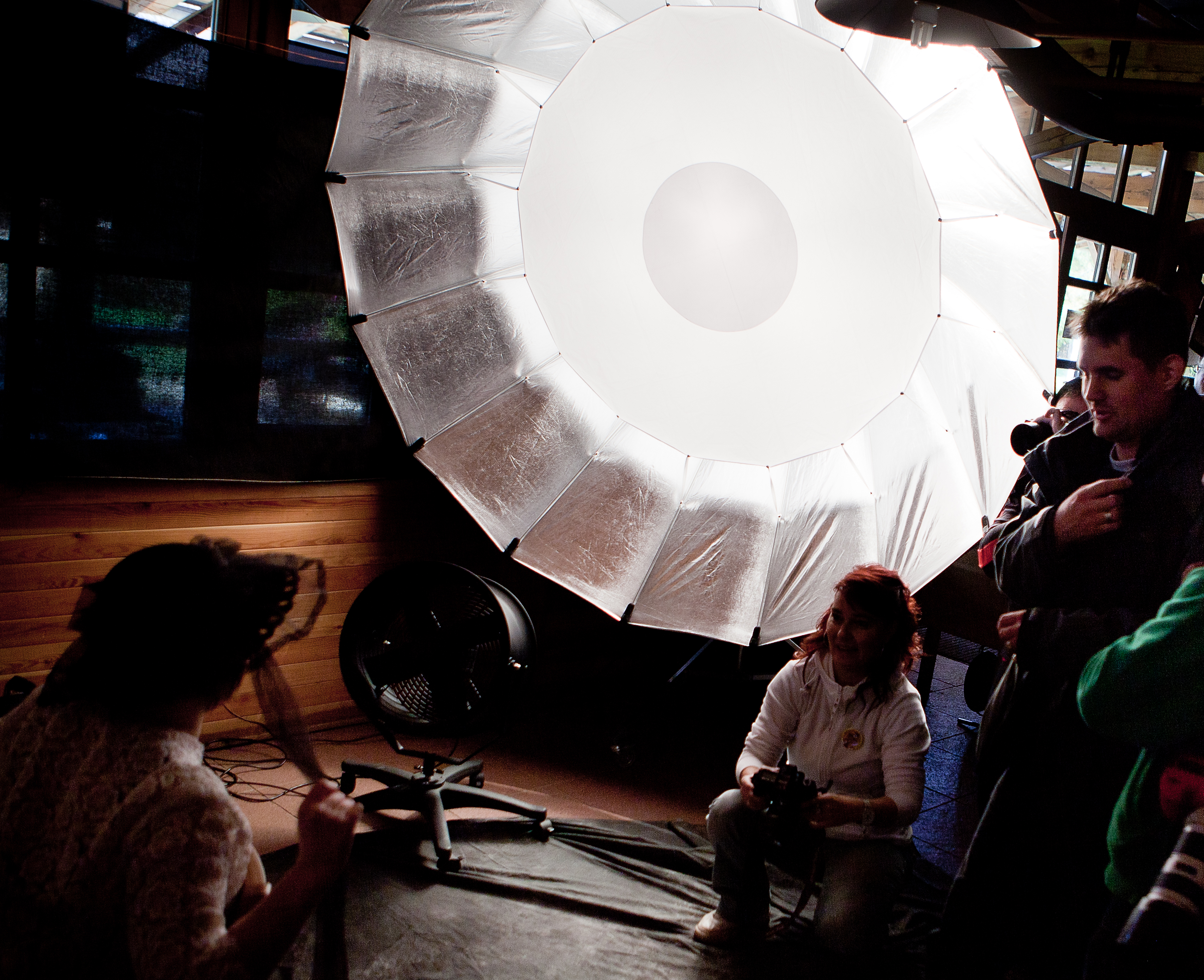
Grandbox
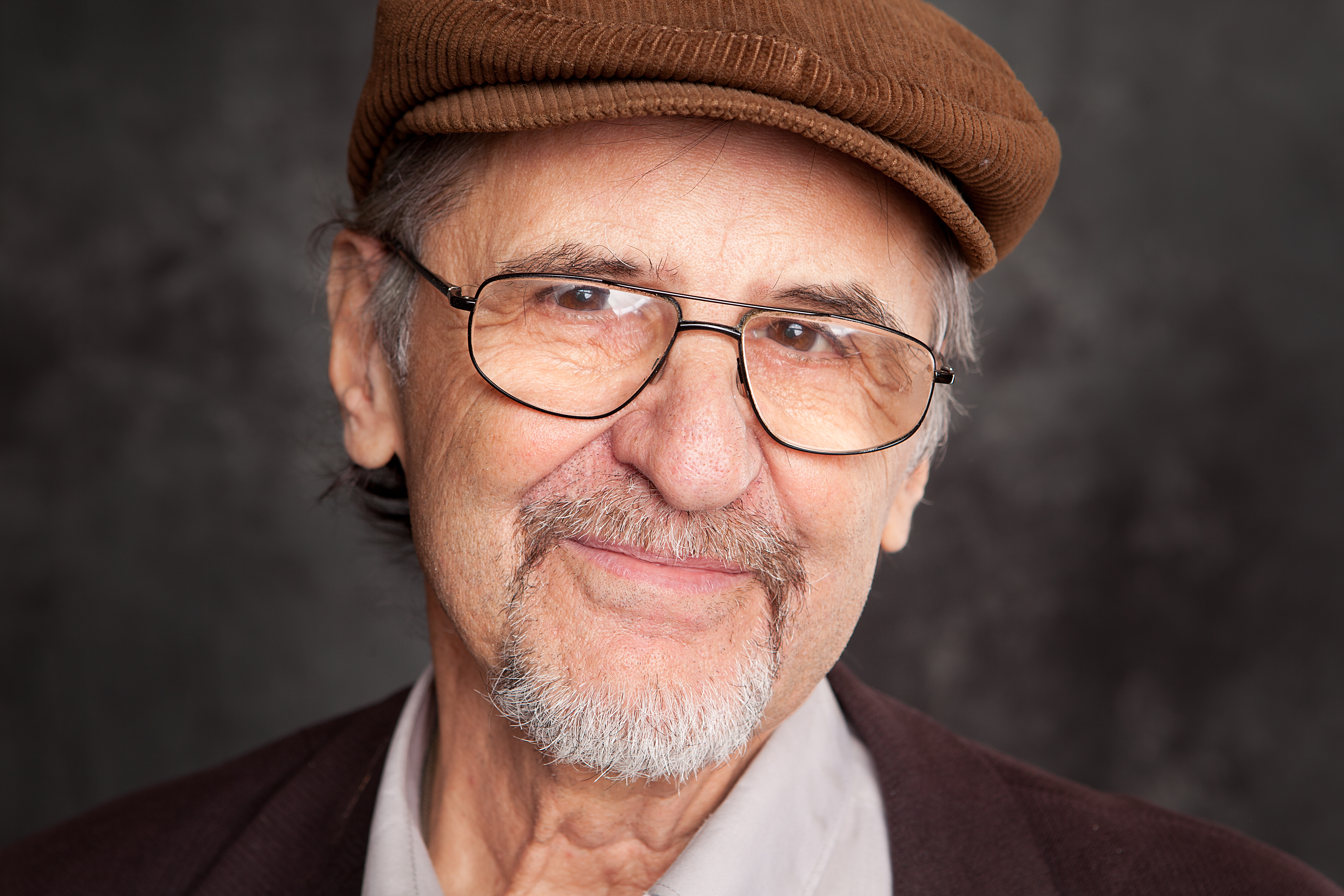
Osvětlení pomocí grandboxu, portrét Pavla Diase
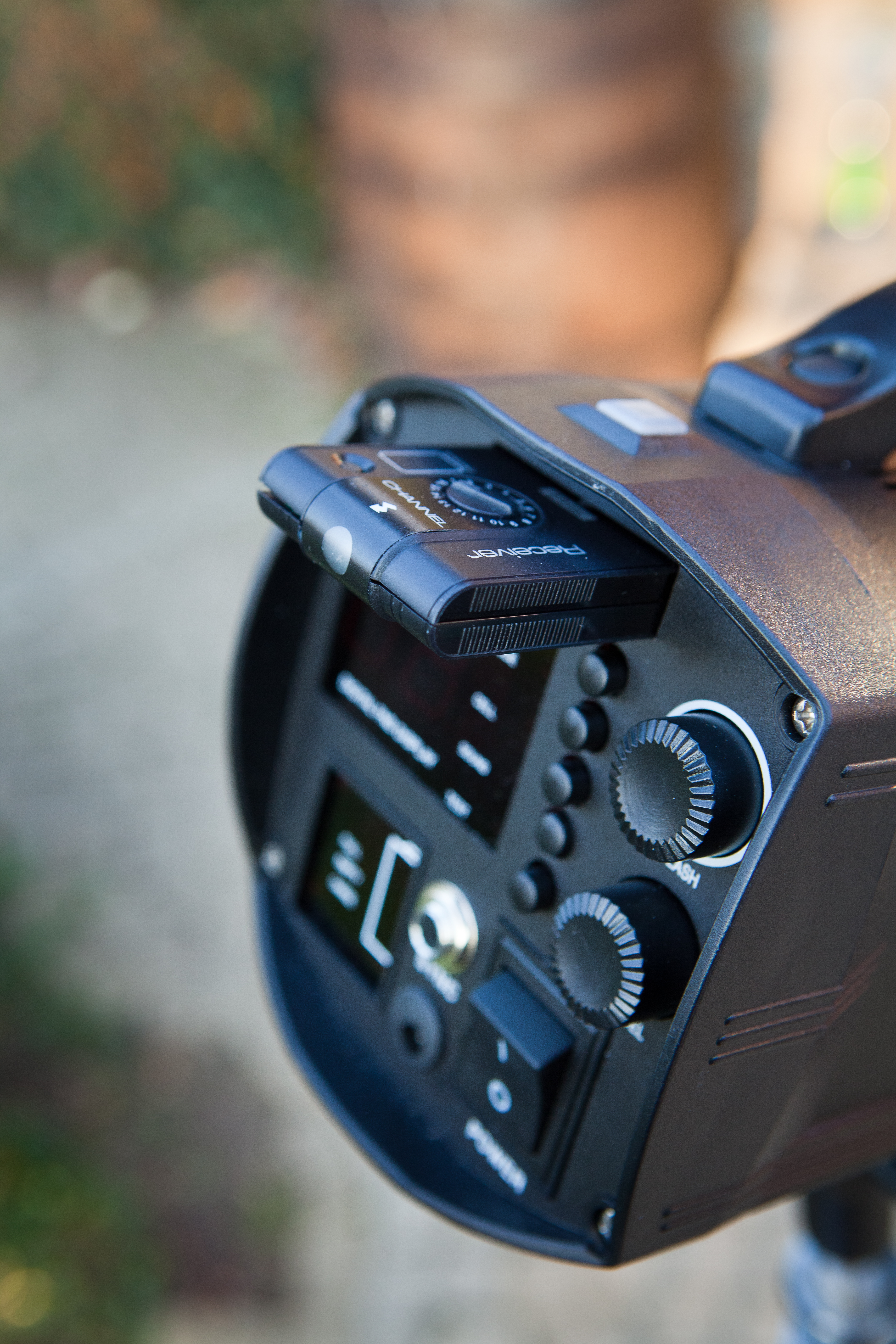
Detail ovládání zábleskové hlavy
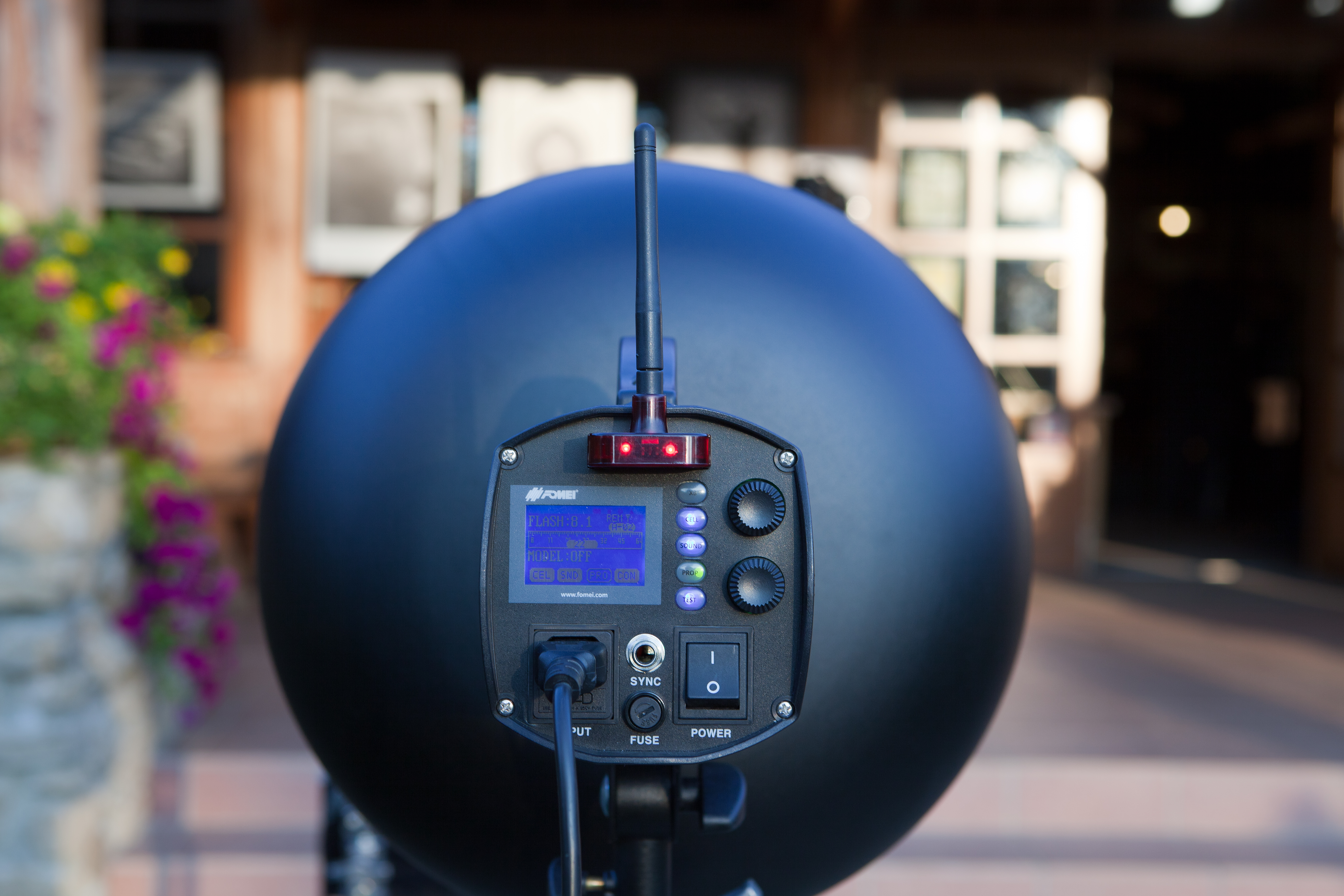
Detail ovládání jiného typu zábleskové hlavy
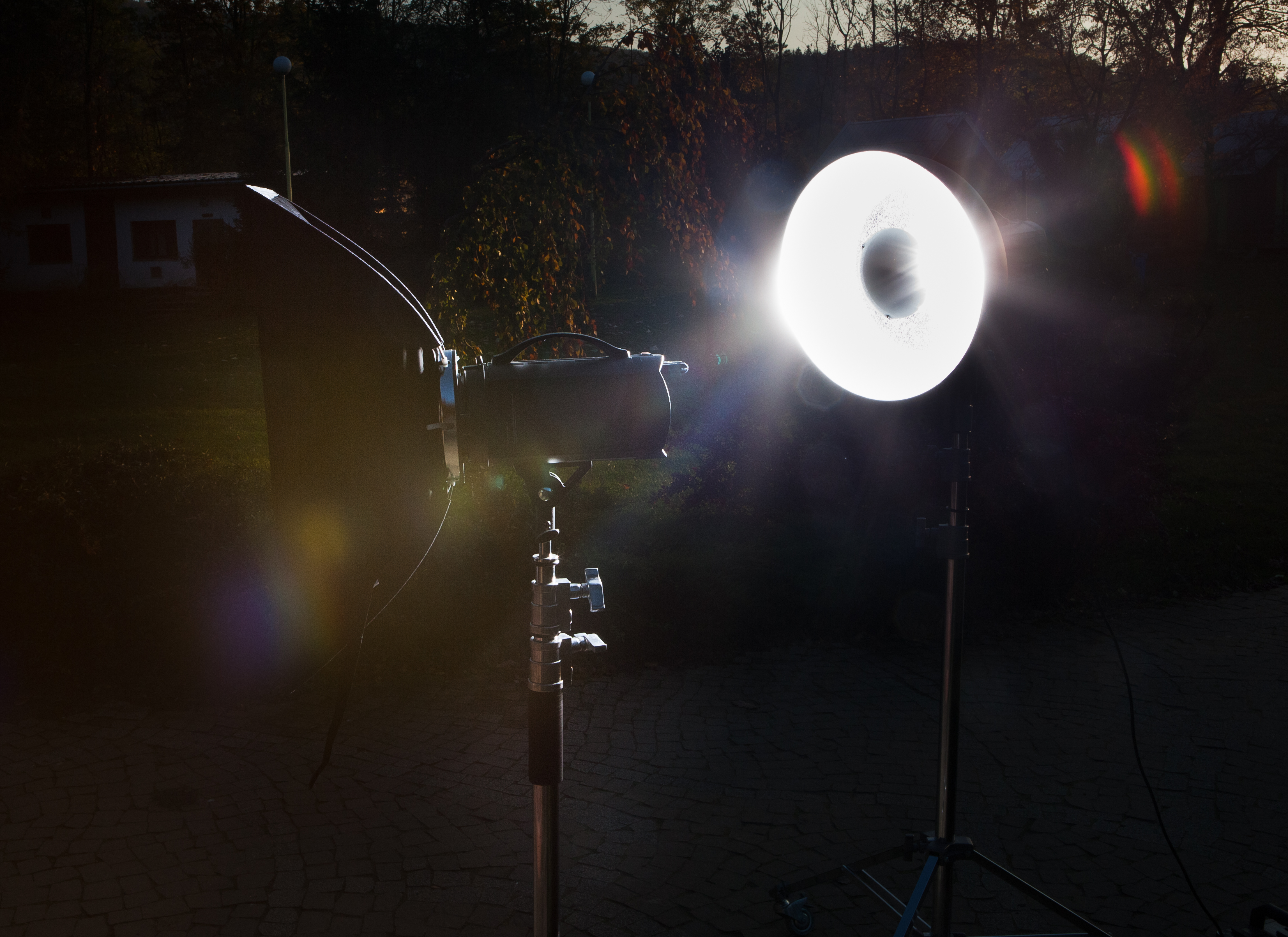
Beauty dish při záblesku